# La Loi du cochon
Pour plus de détails, voir Fiche technique et Distribution.
 La Loi du cochon  est un film québécois d'Érik Canuel produit en 2001.

## Synopsis
Deux sœurs, Stéphane et Bettie Brousseau risquent de perdre la porcherie, héritée de leur père, qu’elles opèrent ensemble. Joueuse compulsive, Stéphane a de la difficulté à épargner. Elle vend à Riendeau, son ex-mari, les plants de pot qui ont été semés et ont poussé dans son champ de maïs. Elle pense utiliser la commission de cette transaction pour payer rapidement ses dettes et éviter la saisie. Quand Paquette et son complice trafiquant se rendent compte que la culture a été vendue, ils kidnappent les sœurs Brousseau. Ils ignorent qu’un couple de Châteauguay attend l’enfant dont Bettie est la mère porteuse. Lorsque les deux parents s’installent à demeure pour aider Bettie à accoucher, l’entreprise des bandits devient périlleuse. 

## Fiche technique
- Réalisation : Érik Canuel
- Production : Jacques Bonin et Claude Veillet
- Scénario : Joanne Arseneau
- Cinématographie : Jérôme Sabourin
- Montage : Jean-François Bergeron
- Musique : Dazmo

## Distribution
- Isabel Richer : Stéphane Brousseau
- Sylvain Marcel : Paquette
- Catherine Trudeau : Bettie
- Jean-Nicolas Verreault : Chose
- Stéphane Demers : Adrien Massé
- Marie Brassard : Carole Massé
- Zenhu Han : Le Tchin Tok
- Christopher Heyerdahl : Jodorowsky, junkie
- Christian Bégin : Riendeau
- Marie Gignac : Magalie, gérante du bar
- Jean-François Boudreau : Employé de Riendeau
- Véronique Clusau : Serveuse au bar
- Fayolle Jean : Policier au barrage routier
- David Kulumba : Le bébé noir
- Julien Kabongo-Mutombo : Pile Bury Joe
- Normand Roy : Inspecteur de la Sureté du Québec
- Michèle Thiffault : Danseuse au bar
- Olivier Aubin : Yoland Rougeau

(Liste non exhaustive)

## Distinctions

### Nomination
- 2002 : Prix Jutra pour la Meilleure actrice à Isabel Richer